# Speciální škola
Speciální škola je škola která, v souladu s § 16 odst. 9 školského zákona, je určena pro žáky s mentálním, tělesným, zrakovým nebo sluchovým postižením, závažnými vadami řeči, závažnými vývojovými poruchami učení, závažnými vývojovými poruchami chování, souběžným postižením více vadami nebo autismem, shledá-li školské poradenské zařízení, že vzhledem k povaze jejich speciálních potřeb je speciální vzdělávání v zájmu žáka a poskytování podpůrných opatření by nedostačovala k zajištění jejich kvalitního vzdělávání v běžné základní škole a k uplatnění jejich práva na vzdělání a vždy je nutný souhlas zákonného zástupce dítěte. 

## Typy speciálních škol

### Speciální mateřské školy
Jsou to ty školy, které se soustředí na děti v předškolním věku a pomáhají rozvíjet jejich rozumovou výchovu v souladu s jejich postižením.

### Speciální základní školy
Zajišťují vzdělávání způsobem přiměřeným jejich postižení, avšak dosahují stejných cílů jako normální základní školy. Zřizují se jako školy pro žáky sluchově postižené, pro žáky zrakově postižené, pro žáky s vadami řeči, tělesně postižené, s více vadami, pro žáky obtížně vychovatelné a pro žáky nemocné a oslabené umístěné ve zdravotnických zařízeních. Tyto školy mají devět ročníků a člení se na první a druhý stupeň.

### Speciální střední školy
Vzdělávají žáky přiměřeným způsobem k jejich postižení, avšak dosahují stejných cílů jako střední školy. Ve speciálních středních školách se vzdělávají smyslově nebo tělesně postižení žáci a žáci obtížně vychovatelní, pokud se nemohou vzdělávat společně se žáky ostatních středních škol.

## Historie speciálního školství za komunismu
Roku 1948 bylo speciální školství kodifikováno jako samostatná síť škol a školských zařízení. Školy se soustřeďovaly i na stupně postižení (školy pro neslyšící, školy pro žáky se zbytky sluchu). Roku 1978 byly školy přejmenovány na školy pro mládež vyžadující zvláštní péči a měly většinou charakter internátní školy. Někteří žáci byly ze systému vylučováni preventivně a týkalo se to žáků s těžkým mentálním postižením a dětí hluchoslepých, kteří byli diagnostikováni jako nevzdělavatelní. I ředitel základní školy mohl dítě zbavit povinné školní docházky. Tento úkon byl neodvolatelný a nebyl brán zřetel na pozdější vývoj dítěte.